# Catharina van Rennes
Catharina van Rennes ou Van Rennès, née le 2 août 1858 à Utrecht et décédée le 23 novembre 1940 à Amsterdam, est une professeure de chant et compositrice.

## Biographie

### 1858-1898

#### Enfance, études
Catharina van Rennes était la fille de Jan van Rennes, marchand de grains, et Marianna Josepha de Jong.  Dès que le père de Van Rennes — lui-même un excellent pianiste et, pendant de nombreuses années, ténor dans le Toonkunstkoor (le « chœur de l'art musical ») d’Utrecht — eut remarqué le talent de Catharina (« Catootje »), l'aînée de ses trois enfants, il fit tout son possible pour le développer.  À cette fille, espiègle, capricieuse et facilement émue, manquait la patience nécessaire pour apprendre les leçons de piano reçues de son père.  Plutôt, elle s’intéressait aux sons des orgues de Barbarie derrière lesquels elle avait souvent couru dans sa ville natale d'Utrecht.  Néanmoins, elle allait bientôt devenir une musicienne fervente et diligente.  
Dès l’âge de douze ans, Catharina visita l’école de chant de Richard Hol.  Lorsque celle-ci eut été absorbée par l’école de musique du département utrechtois de la Société pour la promotion de la musique (Maatschappij tot Bevordering der Toonkunst), Van Rennes poursuivit ses études auprès de Hol dans les matières de la théorie de la musique, la pédagogie, la composition et le chant.  En même temps, elle prit des cours de chant auprès du célèbre chanteur de concerts Johan Messchaert.  Après qu’elle eut reçu une formation de Th. L. van der Wurff, elle réussit, le 5 octobre 1883, dans l’art de jouer du clavier et dans l’enseignement de l’apprentissage de ce type d’instrument.  Catharina obtint, le 30 juin 1884, le diplôme d'enseignement de chant et de chant solo.

#### Carrière de chanteuse
Van Rennes n'avait pas encore terminé ses études quand on lui demanda de se produire, de temps à autre, comme chanteuse.  Immédiatement après avoir obtenu son diplôme, elle entra, grâce à Daniël de Lange, dans le chœur a cappella amstellodamois de ce dernier ; avec l’Amsterdamsch a Capella-Koor, elle se produisit comme soliste, entre autres en 1885 à l’Albert Hall de Londres, où elle chantait de vieilles chansons néerlandaises.  Puis, elle chanta sous la direction de Richard Hol le solo du soprano dans Das Paradies und die Peri (Le Paradis et la Péri) et Der Rose Pilgerfahrt (Le Pèlerinage de la Rose) de Robert Schumann et elle jouait à l’occasion de nombreuses soirées et dans plusieurs oratorios.  Elle obtint un vif succès pour son interprétation d’une œuvre, composée par un camarade de classe, Johan Wagenaar, et exécutée sous la direction de celui-ci, sur un long poème de De Schoolmeester (L'Instituteur : le pseudonyme de Gerrit van de Linde) : De Schipbreuk (Le Naufrage).  C’est surtout dans cette œuvre souvent interprétée qu’elle put exprimer son grand sens de l'humour.

#### L’école de chant
Étant donné que Van Rennes considérait sa belle voix comme non exceptionnelle, bientôt, elle n’entrevoyait plus aucun avenir sur la scène des salles de concerts, bien qu’elle continuât à se produire jusqu'à l’âge de cinquante ans.  Préférant devenir professeur de chant, elle postula, en 1887, pour un emploi auprès de l'école de musique d'Utrecht comme professeur de chant solo, une fonction vacante depuis le départ de Richard Hol.  Toutefois, ce poste très convoité lui échappa : selon toute vraisemblance, elle ne fut pas nommée pour la raison qu'on craignait que sa langue acérée conduisît à des conflits avec les étudiants.  La déception fut grande.  Aigrie, elle signera une lettre à une amie de son monogramme, auquel elle ajouta ces qualifications : « CvR, diplômée et ignorée par la Société pour la promotion de l’art musical ».
Rennes, ne se contentant pas de baisser les bras, fonda, en novembre 1887, une école de chant pour les enfants, appelée « Bel Canto », d'abord logée dans l'école maternelle (Bewaarschool) française, et, après 1901, dans une grande maison sise rue des Brigittines à Utrecht.  Ensuite, elle ouvrit des succursales à Hilversum, à Amsterdam et à La Haye, où elle enseignait elle-même.  Ses élèves étaient des enfants de bonne famille.  Pour les parents et les autres intéressés, elle organisait des matinées pour les enfants et leurs amis.  La réputation de son école grandit lorsque la jeune princesse Juliana suivit des cours de chant chez elle, en classe, au Palais Noordeinde à La Haye, de 1916 à 1921. 
La méthode d'enseignement mise au point par Catharina van Rennes faisait preuve de compréhension envers l’univers enfantin, accentuait l'auto-activité et lui procura une certaine renommée.  L'ambiance dans ses cours n'était pas toujours détendue.  L’impérieuse et robuste Van Rennes - binocle sur le nez et, en général, vêtue de longues et amples robes réformistes, de préférence de couleur violette - inspirait une crainte respectueuse aux enfants, qu’elle menait à la baguette.  Pendant quarante-cinq ans, Van Rennes dirigea le Bel Canto, longtemps conjointement avec sa sœur Francine Esselink-van Rennes qui accompagnait les leçons au piano et qui s’occupait des classes préparatoires.  En outre, Van Rennes donnait des cours de chant pour adultes, mais jamais n’élevait-elle quelqu'un juste dans le but de lui faire obtenir un diplôme, parce qu'un tel document ne valait pas grand-chose à ses yeux.  Dans les années qui suivirent, ne voulant pas renoncer à son indépendance, elle refusa une offre alléchante de devenir professeur de chant au conservatoire d'Amsterdam.

### 1898-1928
Bien que Catharina van Rennes ne jouât aucun rôle dans le mouvement féministe, elle avait tout de même des sympathies dans cette direction.  Elle se tracassait du fait qu'à l'époque, il était impossible à une femme de devenir chef d'orchestre.  Néanmoins, elle put se produire plusieurs fois comme « cheffesse » d'orchestre invitée.  Déjà le 10 septembre 1898, elle fut « cheffesse » d'orchestre lors des festivités du couronnement à La Haye, où quelque 1 800 petits enfants, filles et garçons, accompagnés de la Chapelle des grenadiers et chasseurs[Lequel ?], jouèrent sa cantate Oranje-Nassau (opus 33) pour la reine Wilhelmine.  En outre, elle se produisit à trois reprises avec l'orchestre du  Concertgebouw d'Amsterdam : la première fois, le 2 novembre 1905, elle dirigea une œuvre originale (sa cantate Van de zeven zonnestraaltjes ou Des sept rayons de soleil, l’opus 50 instrumenté par Peter van Anrooy).  Toujours au Concertgebouw d'Amsterdam, elle dirigea un grand chœur dans sa propre musique à l’occasion de l'ouverture du quatrième congrès de l’Alliance internationale pour le suffrage féminin (International Woman Suffrage Alliance) en 1908.  En 1912, Van Rennes fit une tournée à travers les Indes orientales néerlandaises pour y propager sa musique qui y fut interprétée par son ancienne élève Hanna Verbena, tandis que la compositrice prit place devant le piano. 
Quant à la composition, progressivement, Catharina van Rennes se consacra aux œuvres vocales, principalement des chansons pour enfants à une, deux ou plusieurs voix avec accompagnement de piano.  Avec ses chansons gaies et souvent humoristiques, elle rompit avec la croyance, jadis fort répandue, selon laquelle une chanson pour enfants devait, avant tout, être bonne et moraliste.  Assez originales sont les contes de fées qu’elle avait inventés elle-même, avec accompagnement de clavier, tels que Heidekoninginnetje (La Petite reine des bruyères, opus 47), De kluchtige avonturen van Pop Topsy (Les Aventures burlesques de Poupée Topsy, opus 61) et Een wonderlijke nacht! (Une nuit merveilleuse !, opus 71).  En outre, Van Rennes écrivit des œuvres vocales pour adultes, principalement en langue néerlandaise et certaines dans une langue étrangère, en grande partie conçues pour voix de femmes et pour chœurs et tant a cappella qu’avec accompagnement de piano.  La cantate De schoonste feestdag (Le Plus beau jour de fête, opus 18), les Drei Quartette für Frauenstimmen (Trois quartets pour voix de femmes, opus 24), la chanson pour voix seule Madonnakindje (Petit enfant de la Madone, opus 54) devinrent des œuvres très connues, et la chanson Zonnelied (Chanson du soleil, opus 8), devint même très populaire, 
Peu après 1900, Catharina Van Rennes subit le charme de la gymnastique rythmique, selon la méthode du compositeur et pédagogue suisse Émile Jaques-Dalcroze.  Dans l’institut de ce dernier, à Genève, en 1907, elle suivit un cours dont elle fit état dans une brochure.  Après, elle devint une ardente défenseuse de cette théorie du mouvement, qui envisageait d’établir le lien entre les exercices gymnastiques rythmiques et l'essence de la musique. 
Le 9 avril 1927, à l'occasion du quarantième anniversaire de « Bel Canto », en grand style on rendit hommage à Van Rennes dans le théâtre de la ville (Stadsschouwburg) d’Utrecht.  Van Rennes reçut en cette même année l'ordre d'Orange-Nassau.

### 1928-1940
Peu après, elle commença à souffrir d'une amnésie qui s’aggrava progressivement.  Parfois, le soir, on la vit errer, toute hébétée, à travers le centre-ville d’Utrecht.  Début 1933, grâce à quelques anciens élèves, elle put être logée à la maison de retraite luthérienne Huize Klimop (Maison du lierre) à Amsterdam-Sud, où on recréa soigneusement son salon à Utrecht, pour qu'elle s’y sentît à l’aise.  C’est ici qu’elle mourut, âgée de 82 ans. 

## Notoriété

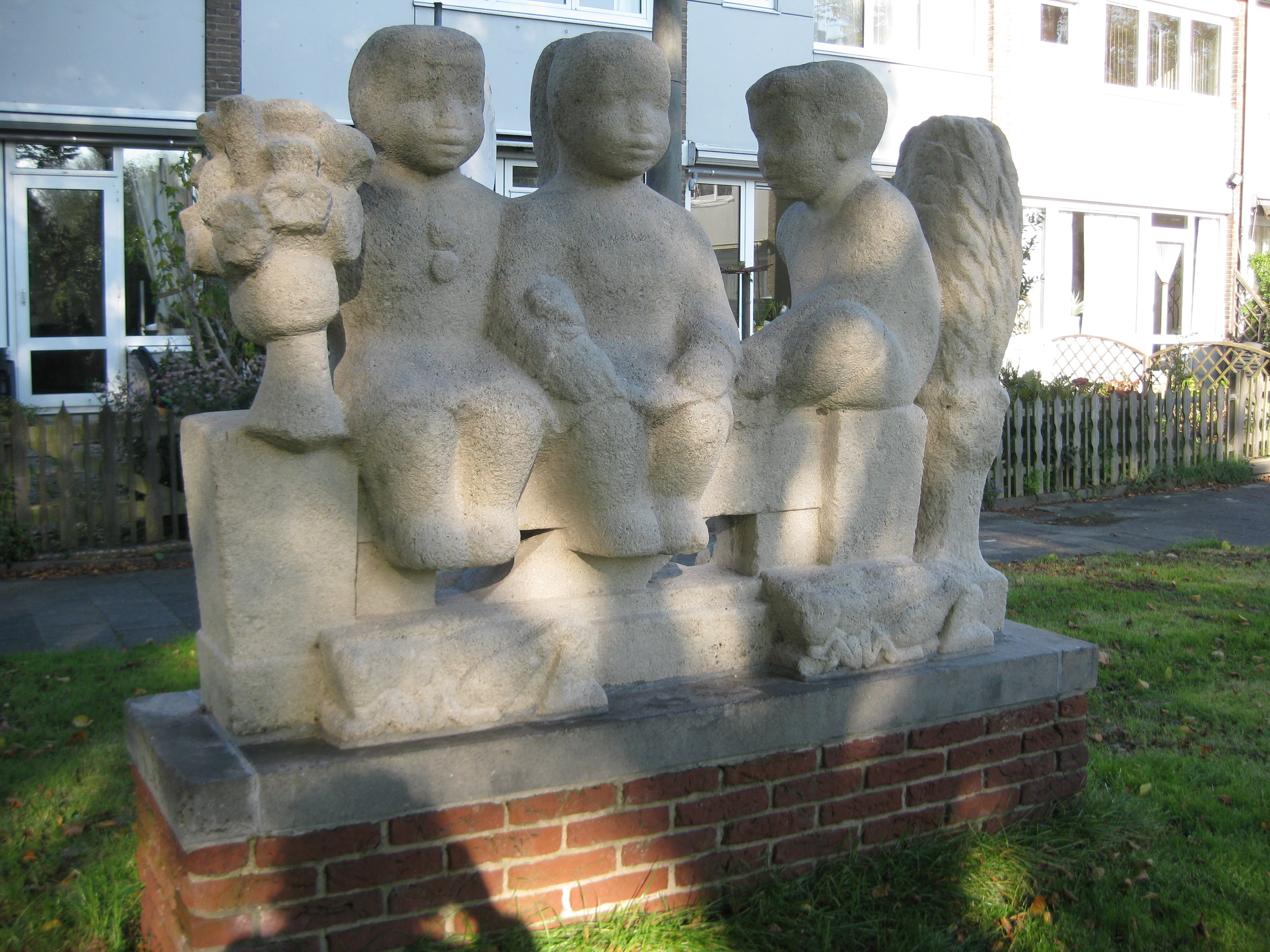
Sculpture (1958) de Johannes Albertus Hilbers, à lAlbertus Magnushof à Amsterdam, inspirée par la chanson Drie kleine kleutertjes (Trois petits enfants) de Catharina van Rennes

Les plus de 150 chansons et duos pour enfants, écrits par Van Rennes et très appréciés par la critique pour leur fraîcheur, suscitèrent aussi l’enthousiasme des jeunes. En outre, elle composa environ 50 chansons dans un style romantique allemand, influencé par Schumann et Brahms, ainsi que des chansons françaises. Durant plus de quarante ans, elle inspira aux jeunes autant qu’aux vieux un amour de la musique ; avec Hendrika van Tussenbroek (1854-1943), elle créa un nouveau genre pour les enfants, resté viable dans les Pays-Bas jusqu'aux années 1960.
Beaucoup de ces œuvres, pour lesquelles Van Rennes, initialement, ne trouva aucun éditeur, furent publiées ultérieurement par son frère Jacob - également célibataire - chez qui elle habitait et qui gérait l’administration de sa sœur. Les chansons pour enfants furent imprimées dans de beaux livres, comprenant des pages de titre joliment illustrées. Certains de ces albums de musique, y compris Kleengedichtjes (Petits poèmes ; opus 52 de 1904) sur des poèmes de l'écrivain flamand d’expression néerlandaise Guido Gezelle, atteignirent 72 impressions et furent traduits en français, en allemand et en anglais.
Pendant les cours de chant, Van Rennes stimulait les enfants à écrire des vers, dont elle nota les meilleurs dans un livre, relié en cuir rouge, dans le but de les munir de musique dans le futur. Après sa mort, son ancienne élève et assistante, M. Rinkel-de Vos, fit paraître cet ouvrage sous le titre Liedjes uit ‘'t Rooie Boekje’, van kinderen vóór kinderen (Chansons d’enfants pour enfants du « Livre rouge », 1941).
Ses archives sont conservées au musée municipal de La Haye. Avec le passage du temps et l'évolution des goûts, les chansons de Catharina van Rennes semblent mielleuses et sentimentales. La plupart d’entre elles sont d’ailleurs tombées dans l'oubli.

## Liste sélective d’œuvres

### Musique pour la scène
- (nl) Lentebloemen (Fleurs d’été ; drame lyrique pour enfants), vers 1920.

### Musique chorale
- (nl) Kerstcantate (Cantate de Noël ; pour voix d’enfants, piano, op. 9 ;
- (nl) De schoonste feestdag (Le Plus Beau Jour de fête), cantate, pour soprano et voix d’enfants, piano, op. 18 (1898) ;
- (de) 3 Quartette (E. Claar), (S, S, A, A)/(SSAA), piano, op. 24 (avant 1892) ;
- (nl) Avond-cantate (Cantate nocturne), pour alto et voix de femmes, op. 27 ;
- (nl) Miniatuurtjes (Petites Miniatures), voix de filles, op. 30 (1897) ;
- (nl) Oranje-Nassau-cantate (Cantate Orange-Nassau, voix d’enfants, op. 33 ;
- (nl) Van de zeven zonnestraaltjes (Des sept rayons de soleil), voix de femmes et d’enfants, piano, op. 50 ;
- (nl) Tsamenspraek van de kinderkens met het kerstkindjen (Dialogue des enfants avec le petit enfant Jésus), pour soprano et voix d’enfants, op. 60 ;
- (nl) Ruim baan (Faites place), voix de femmes et d’enfants, pf, op. 63 ;
- (nl) Dansliedjes (Chansons de danse), voix d’enfants, op. 64.

### Chansons
- (nl) Meizoentjes (Petits baisers de mai), voix d’enfants ou chœur, piano, op. 11 ;
- (de) Wenn dein ich denk!, Ein Lebewohl (Quand je pense à toi !  Un adieu), voix basses, piano, op. 19 ;
- (nl) Windekelken, voix de filles ou chœur, piano, op. 21 (1897) ;
- (nl) Vlindervlucht (Vol de papillon), voix d’enfants ou chœur, piano, op. 23 ;
- (nl) Instantaneetjes uit de kinderwereld (Petits instantanés du monde enfantin), voix d’enfants ou chœur, piano, op. 38 (1899) et op. 42 (1900) ;
- (de) Ach, nur ein Viertelstündchen (Hélas, rien qu’un petit quart d’heure), op. 39 (1899) ;
- (de) Zwei ernste Lieder (Deux chansons sérieuses), voix basses, op. 43 ;
- (nl) Idylle (Idylle), op. 48 (1904) ;
- (nl) Kleengedichtjes (Petits poèmes de Guido Gezelle), op. 52 (1904) ;
- (nl) Madonnakindje (Le Petit enfant de la Madone), mezzo-soprano, piano, op. 54 ;
- (nl) Eenzaam moedertje (Mère solitaire), op. 56 (1908) ;
- (nl) Zwaluwenvlucht (Vol d’hirondelles), soprano, mezzo-soprano, piano, op. 59 (vers 1909) ;
- (fr) Et s’il revenait un jour (sur un poème de Maurice Maeterlinck), op. 66 ;
- (nl) Waar het kindje slaapt (Où dort le petit enfant), op. 74 ;
- (nl) Stedelied van Utrecht (Chanson de la ville d’Utrecht), op. 77 (1929).

### Sources et bibliographie
- (nl) Brusse, Marie Joseph.  « Catharina van Rennes », Nieuwe Rotterdamsche Courant,  14, 17, 18 et 19 mai 1910.
- (nl) Dokkum (van), Jan Dirk Christiaan.  Catharina van Rennes, Baarn, Hollandia, 1917.
- (nl) Elst (van der), Nancy.  « Catharina van Rennes als pedagoog en haar liedjes uit 't Rooie Boekje », Harmonie en perspectief (réd. A. Annegarn et autres), Deventer, Sub Rosa, 1988, p. 72-75.
- (nl) Elst (van der), Nancy.  « Catharina van Rennes », Zes vrouwelijke componisten (réd. H. Metzelaar), Zutphen, Centrum Nederlandse Muziek, 1991, p. 53-84.
- (nl) Jonge (de), A.W.J.  « Rennes, Catharina van (1858-1940) », Biografisch Woordenboek van Nederland (Dictionnaire biographique des Pays-Bas), [En ligne], réf. du 22 octobre 2008.  [www.historici.nl].
- (nl) Kyrova-Klerk, Magda (réd.).  Een componiste: Catharina van Rennes / Vrouwen op de bres: drie kunstenaressen rond 1900, La Haye, Musée municipal de La Haye, 1980, p. 22-26.
- (en) Metzelaar, Helen.  « Rennes, Catharina van », The New Grove Dictionary of Music and Musicians (réd. Sir George Grove, John Tyrrell), vol. 21, Grove, 2001.
- (nl) Sanders, Maria Johanna Elisabeth.  Het Nederlandse kinderlied (van 1770-1940), Amsterdam, thèse, 1958.